# Software in the Public Interest
Software in the Public Interest, Inc. (SPI) è un'organizzazione non a scopo di lucro di supporto alla creazione, manutenzione e diffusione del software libero e hardware open source. Il suo intervento spazia dagli aspetti organizzativi ed economici (raccolta fondi e finanziamento) per gli sviluppatori, a quelli promozionali e formativi per gli utenti ed è sostenuto dai soci e da donazioni spontanee.

## Storia
L'organizzazione non governativa nacque nel 1997 allo scopo di ricevere in maniera legale le donazioni indirizzate al progetto del sistema operativo Debian GNU/Linux. Tutt'oggi Debian è supportato dall'organizzazione insieme ad un discreto numero di altri progetti di rilievo.

## Progetti associati
Attuali progetti associati di SPI sono:
- 0 A.D.
- ankur.org.in
- aptosid
- Arch Linux
- Debian
- Drizzle
- Drupal
- FFmpeg
- Fluxbox
- freedesktop.org
- FreedomBox
- Fresco
- Gallery Project
- GNUstep
- GNU TeXmacs
- haskell.org
- Jenkins
- LibreOffice
- madwifi-project.org
- OFTC
- OpenVAS
- OpenWrt
- Open64
- Open Bioinformatics Foundation
- Open Voting Foundation
- OSUNIX
- Path64
- PostgreSQL
- Privoxy
- The HeliOS Project
- TideSDK
- Tux4Kids
- Yafaray

## Consiglio di amministrazione
Il consiglio di amministrazione attuale (2013) (eletto per mezzo del cosiddetto metodo Schulze) è composto da:
- Presidente: Bdale Garbee
- Vice Presidente: Joerg Jaspert
- Segretario: Jonathan McDowell
- Tesoriere: Michael Schultheiss
- Consiglio di Amministrazione:
  - Clint Adams
  - Robert Brockway
  - Joshua D. Drake
  - Jimmy Kaplowitz
  - Martin Zobel-Helas
- Consulenti legali:
  - Gregory Pomerantz
  - Software Freedom Law Center (SFLC)